# Pupienus
Marcus Clodius Pupienus Maximus (asi 164 – červen 238 Řím) byl římský císař vládnoucí spolu se svým kolegou Balbinem asi od března do června roku 238, podle některých údajů 99 dní.

## Původ a kariéra
V otázce Pupienova původu nejsou dnes odborníci zajedno. Někteří v něm vidí příslušníka plebejské rodiny, jenž za svůj vzestup vděčil výlučně vlastním schopnostem, existují však i názory, že jeho předkové patřili do řad urozenců či přinejmenším k zámožnějším kruhům. Hlavní potíž je v tom, že náš nejpodrobnější pramen, Historia Augusta, obsahuje množství nedůvěryhodných údajů a zbylé prameny hovoří o Pupienovi jen stručně. Přesto se na základě současného stavu poznání zdá, že jeho rodina nebyla nevýznamná, a on sám byl přijat mezi patricie asi již za vlády Septimia Severa.
Pupienus absolvoval během svého života obvyklou civilní úřední kariéru, oženil se s Pescennií Marcellinou a nabyl díky tomuto svazku značného jmění. Po prétuře a konzulátu (consul suffectus) spravoval jako místodržitel obě Germánie a provincii Asia a roku 234 dosáhl řádného konzulátu; současně ho jmenovali do funkce prefekta Říma, důležité vzhledem k metropolitnímu charakteru města. Povahou byl prý spíše strohý a přísný, což způsobilo, že jako městský prefekt nebyl u lidu příliš v oblibě.

## Proklamace za císaře
Během konfliktu mezi senátem a císařem Maximinem Thrákem patřil Pupienus k dvacetičlennému senátnímu kolegiu, určenému k obraně Itálie před vpádem císařských jednotek. Tehdy byl zcela jistě rozhodným Maximinovým protivníkem a stoupencem vzdorocísaře Gordiana v Kartágu, o jeho dřívějších politických postojích však není známo nic. Po Gordianově smrti ho senátoři asi v březnu 238 zvolili novým vzdorocísařem proti Maximinovi – jeho kolegou v úřadě se stal senátor Caelius Balbinus.
Římský lid však nebyl s volbou spokojen a zvláště ho pobouřilo Pupienovo jmenování, protože se obával jeho přísnosti. Bránil oběma císařům vyjít z radnice a požadoval, aby byla moc svěřena někomu z Gordianova rodu. Císaři proto nechali na Kapitol přivést třináctiletého Gordianova vnuka téhož jména a prohlásili jej caesarem. Toto gesto lid uspokojilo.

## Vláda

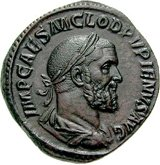
Pupienův sestercius

Přibližně v dubnu 238 vpadl do Itálie Maximinus Thrax, který dosud pobýval v Panonii, aby bránil tamní hranice před různými zadunajskými etniky; jeho záměrem bylo senátní revoltu co nejrychleji potlačit. Oba císaři si rozdělili povinnosti tak, že u lidu méně oblíbený Pupienus vytáhl do boje proti Maximinovi, zatímco Balbinovi připadla starost o Řím. Když Pupienus dospěl do Ravenny a shromažďoval tam další oddíly, dorazila k němu zpráva, že Maximinus byl zabit při obléhání Aquileje vlastními vojáky. Jeho hlavu a hlavu jeho syna poslal císař spolu se zprávou o vítězství do Říma a sám vyrazil k Aquileji. Tam se mu dostalo slavnostního přivítání a i Maximinovi vojáci mu odpřisáhli věrnost, zlákáni slibem peněžních darů. Nato část vojáků propustil domů a se zbylými se vrátil do hlavního města, kde byl přivítán jako triumfátor.
Třebaže dějepisci píší, že společná vláda obou císařů se vyznačovala umírněností a u lidu si získali velkou úctu, vojáci těžce nesli, že musejí poslouchat císaře jmenované senátem, a rovněž jim byla trnem v oku Pupienova germánská osobní stráž. Zosnovali tedy proti panovníkům spiknutí. Jeho úspěchu napomohl i fakt, že vztahy mezi oběma císaři byly dosti napjaté a každý se snažil strhnout svrchovanou moc na sebe.
Asi v červnu 238, zhruba dva měsíce po Maximinově pádu, vtrhli nespokojení pretoriáni do paláce na Palatinu s úmyslem císaře zabít. Pupienus chtěl povolat na pomoc svou germánskou stráž, ale Balbinus se proti tomu postavil, protože se domníval, že ji nechce použít k obraně, nýbrž proti němu. Zatímco se takto dohadovali, vpadli vojáci do jejich pokojů a vyvlekli je nahé na ulici, kde je všemožně uráželi a týrali. Jakmile se o tom dozvěděli Pupienovi Germáni, vyrazili oběma na pomoc. Přišli však pozdě, protože pretoriáni oba císaře zabili a novým vládcem provolali mladého Gordiana III.